# 1682

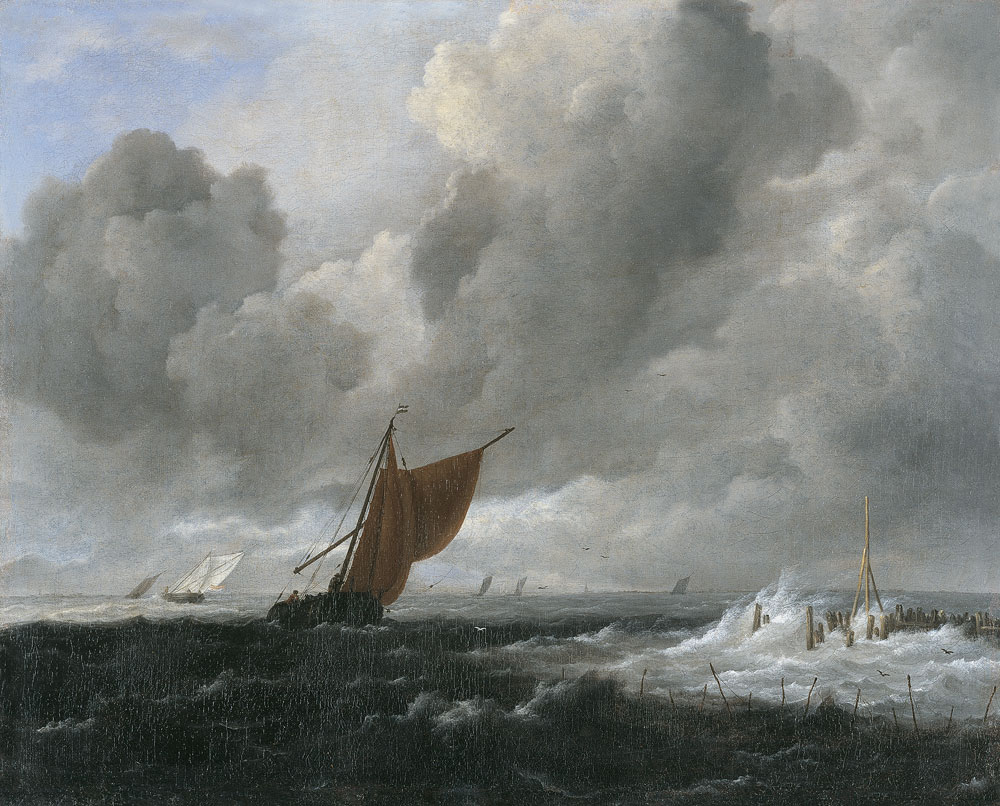
Schilderij van Jacob van Ruisdael

Het jaar 1682 is het 82e jaar in de 17e eeuw volgens de christelijke jaartelling.

## Gebeurtenissen
januari
- 26 - Het Delta-gebied van Holland, Zeeland en Vlaanderen wordt getroffen door een stormvloed.

april
- 7 - De Franse ontdekkingsreiziger René Robert de la Salle verklaart de monding van de Mississippi tot Frans gebied. Hij noemt het land naar zijn koning: Louisiana.

mei
- 6 - Het Franse hof neemt het paleis van Versailles in gebruik.

juli
- 1 - Door een ordonnantie van de gouverneur van Ceylon, Laurens Pijl, worden aan katholieken bijeenkomsten en "missen off andere exercitiën van de roomse off pauselijcke ceremonies" verboden.

november
- 12 - De Vroedschap van Amsterdam besluit tot aanleg van een nieuwe artsenijhof in de Plantage. De oude hortus medicus moet wijken voor de stadsuitleg.

december
- 17 - De toren van de Grote Kerk in Zwolle, de hoogste kerktoren van Nederland, stort in, ruim dertien jaar nadat hij door blikseminslag is ontwricht.

## Muziek
- Georg Muffat componeert in Salzburg Armonico Tributo

## Bouwkunst

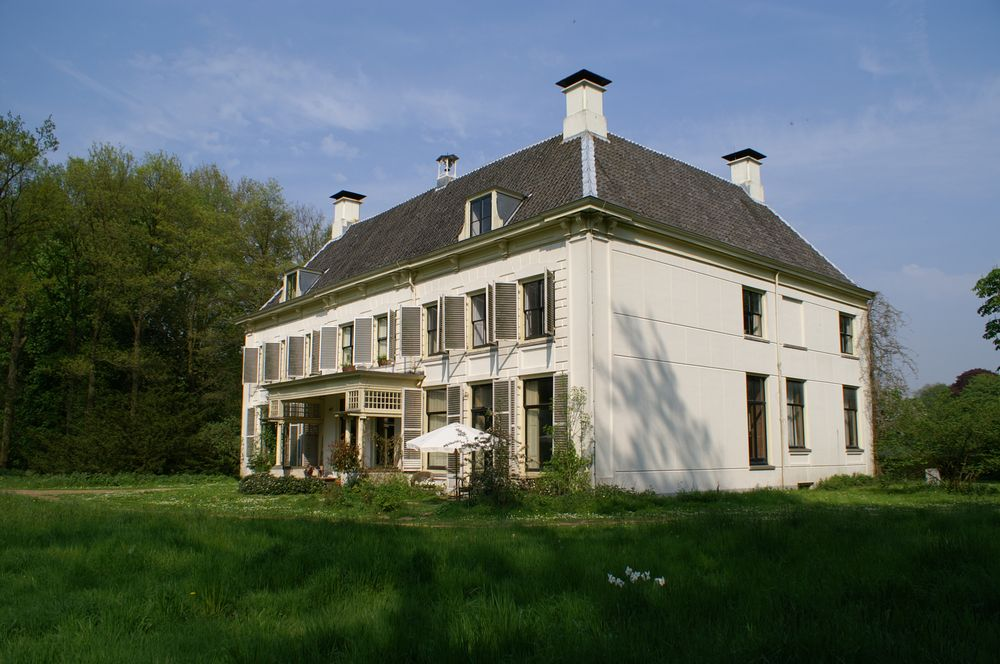
Nieuw-Amelisweerd, Bunnik (1682)

## Geboren
juni
- 17 - Karel XII van Zweden, koning van Zweden (overleden 1718)

datum onbekend
- Jean-François Dandrieu, Franse orgelcomponist (overleden 1738)

## Overleden
februari
- 15 - Claude de la Colombière (41), Frans jezuïet en heilige
- 25 - Alessandro Stradella (37), Italiaans componist, zanger en violist

maart
- 14 - Jacob Isaacksz. van Ruisdael (±44), Nederlands landschapsschilder
- 21 - Johannes van der Aeck (46), Nederlands kunstschilder

april
- 3 - Bartolomé Murillo (64), Spaans kunstschilder

mei
- 7 - Fjodor III (20), Russisch tsaar

oktober
- 19 - Thomas Browne (77), Engels arts en schrijver

november
- 23 - Claude Lorrain (±80), Frans kunstschilder
- 29 - Ruprecht van de Palts (62), caveleriecommandant tijdens de Engelse Burgeroorlog en admiraal in de Tweede Engels-Nederlandse Oorlog

datum onbekend
- Gaspar de Verlit (~60), barokcomponist, koorknaap en later zanger, kapelmeester en zangmeester